# Polysemie
Polysemie (van het Griekse πολυ- "veel", σημεία; "(be)teken(is)") is een begrip uit de taalkunde, dat aangeeft dat een taalteken meerdere betekenissen kan hebben. Een dergelijk taalteken wordt ook wel polysemantisch genoemd.
Het begrip is daarmee van toepassing op een taalteken als het woord, maar ook op grotere eenheden zoals woordgroepen. In alle gevallen zijn die betekenissen onderling verwant: het gaat dus om één taalteken, zij het met verschillende betekenisschakeringen. Dit verschijnsel komt bijzonder veelvuldig voor: met name een zelfstandig naamwoord, een bijvoeglijk naamwoord of een werkwoord kan maar al te vaak in meerdere betekenissen worden gebruikt.

## Voorbeeld
Het woord "steen" vertoont polysemie. Het kan "kei" betekenen, maar ook de edelsteen in een vingerring, of juist de zerk op een graf:
- Stenen begonnen van de berghelling naar beneden te rollen, maar onze helden zetten dapper door.
- Ga eens onder dat spotje staan! Dan licht de steen in je ring helemaal op.
- We zijn de grens over geweest om een mooie steen voor moeders graf uit te zoeken. Hier in de omgeving was er maar keus uit vier soorten.

Ook kan het woord nog figuurlijk worden gebruikt: 
- steen des aanstoots
- steen en been klagen
- niet rusten tot de onderste steen boven komt

en in tal van andere uitdrukkingen.
Het gaat in al deze gevallen niet om verschillende woorden, maar om één woord waarvan de taalgebruiker beseft dat het variaties in betekenis kent.

## Polysemie en homonymie
Polysemie is daardoor iets anders dan homonymie. Homoniemen zijn geheel verschillende woorden van dezelfde woordsoort die wel dezelfde vorm aannemen, maar verder niets met elkaar te maken hebben: de herkomst is geheel verschillend (etymologische afwijking), de betekenissen lopen uiteen (semantische afwijking). Zo is het woord vorst ("vrieskou") etymologisch verwant met vriezen, een ander woord vorst ("heerser") is verwant met voorste. De overeenkomst berust op toeval.
Er bestaat echter een tussengebied tussen polysemie en homonymie. Twee polysemen van een woord kunnen dermate uiteen gaan lopen dat er voor het gevoel homonymie ontstaat. Dit is bijvoorbeeld het geval met de woorden (zand)bank en (zit)bank en bij het werkwoord surfen met de betekenissen ""zich met een plank over zee voortbewegen" en "door middel van de muis van de ene naar de andere website gaan"". De tweede betekenis is door middel van beeldspraak afgeleid van de eerste, maar inmiddels is deze laatste betekenis van "surfen" zo ingeburgerd geraakt dat er voor het gevoel sprake is van twee verschillende woorden.
In de semantiek wordt dan wel gezegd dat beide woorden historisch polyseem zijn, aangezien zij dezelfde herkomst hebben, maar psychologisch homoniem omdat zij thans als twee verschillende woorden worden ervaren.
Het omgekeerde komt ook voor: een homoniem wordt dan opgevat als polyseem. De vele uitdrukkingen met oortje ("Hij heeft zijn laatste oortje versnoept") gaan terug op het oude muntstuk oord, dat in vier parten, "oorden", was verdeeld. Toch zal de huidige taalgebruiker soms een associatie hebben met het lichaamsdeel oor.
Polysemie en homonymie vormen ook de bron van veel woordspelingen.

## Polysemie en synonymie
Polysemie is min of meer het tegengestelde van synonymie. Twee polysemen zijn verschillende betekenissen van één woord. Twee synoniemen zijn daarentegen juist twee verschillende woorden met dezelfde betekenis. (Het begrip "homonymie" komt in deze semantische tegenstelling in het geheel niet voor:, daarbij gaat het immers om geheel verschillende woorden.)
|           | zelfde vorm | zelfde betekenis |
| polysemie | +           | ±                |
| synonymie | -           | +                |
|           |             |                  |
| homonymie | +           | -                |

## Hulpwerkwoorden van modaliteit
Modale hulpwerkwoorden worden door sommige taalkundigen als monosemen opgevat: deze wetenschappers zoeken dan in elk hulpwerkwoord een centrale betekenis, dat aan het hulpwerkwoord in iedere toepassing inherent is. Anderen gaan juist uit van de polysemie van de modale hulpwerkwoorden, en zien verschillende betekenisschakeringen in de paren:
- Ik mag haar graag horen zingen. ("houd ervan")
Ik mag daar nu verder niet op ingaan. ("heb toestemming")

en
- Dat kan niet waar zijn! ("is mogelijk")
Kom nou! Ik kan geen wasmachine optillen, zeg! ("ben in staat")

## Poëzie en literair proza
Een centraal kenmerk van literatuur is polyinterpretabiliteit: de spanning die wordt veroorzaakt doordat verschillende interpretaties, uiteenlopende betekenissen naast elkaar kunnen bestaan. Dit geldt voor de thematiek van een gehele roman of een toneelstuk: er zijn verschillende lezingen mogelijk, en de spanning tussen die lezingen wordt nu juist niet opgelost.
Polyinterpretabiliteit kan ook van toepassing zijn op een enkele woord, dat in een gedicht fungeert met twee polyseme betekenissen tegelijk, en in meerdere of mindere mate dubbelzinnig wordt gebruikt:
Maar dit blijft steken in ons vaag begrijpen,
En zinkt niet verder als gevoel naar 't hart;
Wij reiken weer naar het toekomstig rijpen
En jagen voorwaarts, in onszelf verward.
In deze derde strofe van J.C. Bloems gedicht Dodenoffer kan jagen betekenen: "voortijlen", maar ook "jacht maken".